# (437360) 2013 TV158
(437360) 2013 TV158, também escrito como (437360) 2013 TV158, é um corpo celeste que está localizado no disco disperso, uma região do Sistema Solar. O mesmo possui uma magnitude absoluta de 6,3 e tem um diâmetro com cerca de 242 km. O astrônomo Mike Brown lista este objeto em sua página na internet como um candidato a possível planeta anão.

## Descoberta
(437360) 2013 TV158 foi descoberto no dia 12 de agosto de 2013 pelo Pan-STARRS 1.

## Órbita
A órbita de (437360) 2013 TV158 tem uma excentricidade de 0,672 e possui um semieixo maior de 111 UA. O seu periélio leva o mesmo a uma distância de 36,454 UA em relação ao Sol e seu afélio a 186 UA.